# Редершайдт, Антон
Антон Редершайдт (нем. Anton Räderscheidt; 11 октября 1892, Кёльн — 8 марта 1970, Кёльн) — немецкий художник, представитель художественного стиля Новая вещественность.

## Биография
1910 — поступает в Школу прикладного искусства в Кёльне.
1911—1914 — продолжает учёбу в Академии искусств в Дюссельдорфе под руководством Эдуарда фон Гебгардта, получает на специальном семинаре образование учителя рисования.
1914—1917 — мобилизован в армию, участник Первой мировой войны.
1917—1919 — преподаёт в реальном училище Кёльн-Мюльгейма, после этого работает свободным художником.
1919 — один из основателей и член кёльнской художественной группы «Ступид».
1925 — принимает участие в выставке «Новая вещественность» в Художественном музее Мангейма.
1934-35 — переезд в Берлин.
1936 — бежит от преследований нацистов во Францию.
1937 — принимает участие в выставке «Салона Сюр-независимых» (Salon des Surindependans), персональная выставка художника в галерее Билье-Ворм.
1938 — принимает участие в выставке «Свободное немецкое искусство», организованное «Свободным союзом художников» (FKB) во доме Культуры в Париже как протест против нацистской пропагандистской выставки «дегенеративного искусства».
1939—1942 — находится на положении интернированного в Тулоне, парижское ателье художника конфисковано нацистами.
1942 — бегство в Швейцарию.
1947 — переезд в Париж.
1949 — возвращение художника в Кёльн.
1952 — ретроспектива работ А.Редершайдта в Кёльнском союзе художников.
1953 — принимает участие в III Германской художественной выставке в Дрездене.
1960 — участвует в выставке Немецкого союза художников в Художественном музее Баден-Бадена.
1962 — выставка работ в Кёльском союзе художников и в Доме искусств Лемперц.
После инсульта, случившегося с ним в 1967 году, Редершайту пришлось заново учиться рисовать. У него возник редкий синдром игнорирования при котором больной зрительно воспринимает только одну часть предмета относительно воображаемого центра. Этот недуг нашёл отражение в серии автопортретов гуашью написанных в последние годы жизни. Антон Редершайдт скончался в Кёльне в 1970 году и был похоронен на кладбище Мелатен.

## Избранные работы
- Молодой человек в жёлтых перчатках, 1927 частное собрание
- Автопортрет, 1928 частное собрание
- Теннисистка, 1926 Мюнхен, Пинакотека Модерн
- Скамья у газона, 1921 частное собрание